# Picapauzinho-do-orinoco
Picapauzinho-do-orinoco (nome científico: Picumnus pumilus) é uma espécie de ave pertencente à família dos picídeos.  Pode ser encontrada no Brasil, Colômbia e Venezuela. Seu habitat natural é de florestas subtropicais ou tropicais úmidas de baixa altitude.